# Moise Vass
Moise Vass (* 18. Mai 1920 in Torda, Österreich-Ungarn; † 12. November 2005) war ein rumänischer Fußballspieler. Er bestritt insgesamt 192 Spiele in der rumänischen Divizia A und der ungarischen Nemzeti Bajnokság. Der Abwehrspieler gewann in den Jahren 1947, 1948 und 1950 mit UTA Arad die rumänische Meisterschaft.

## Karriere
Nach seiner Jugendzeit bei Cimentul Turda in seiner Heimatstadt wechselte Vass im Jahr 1940 zu Kolozsvári AC in die ungarische Nemzeti Bajnokság II. Mit dem Klub stieg er im Jahr 1941 in die Nemzeti Bajnokság auf. In der Saison 1943/44 erreichte er mit seiner Mannschaft den dritten Platz in der Meisterschaft und das ungarische Pokalfinale.
Nach dem Ende des Zweiten Weltkrieges schloss er sich Ferar Cluj an, dem Nachfolgeverein des KAC, nachdem Cluj wieder an Rumänien gefallen war. Im Sommer 1946 wechselte Vass zu ITA Arad. In der Nachkriegszeit war ITA der erfolgreichste rumänische Klub. Vass gewann mit seiner Mannschaft die Meisterschaften 1946/47, 1947/48 und 1950 sowie den rumänischen Pokal 1948.
Nachdem Vass in der Spielzeit 1952 nur noch neunmal zum Einsatz gekommen war, verließ er den Verein Anfang 1953 zu Indagrara Arad. Dort beendete er im Jahr 1957 seine Laufbahn.

## Nationalmannschaft
Vass bestritt zwei Spiele für die rumänische Nationalmannschaft. Er debütierte am 2. Mai 1948 im ersten Spiel des Balkan-Cups 1948 gegen Albanien, das mit 0:1 verloren wurde. Sein zweites und letztes Länderspiel bestritt er am 20. Juni 1948 im dritten Turnierspiel beim 3:2-Erfolg gegen Bulgarien.

## Erfolge
- Rumänischer Meister: 1947, 1948, 1950
- Rumänischer Pokalsieger: 1948